# Charles Guittard
Pour les articles homonymes, voir Guittard.
Charles Guittard est un latiniste, étruscologue et historien des religions français. 
Ancien élève de l'École normale supérieure, membre de l'École française de Rome, professeur de langue et littérature latines à l'université de Paris X (Nanterre), professeur de langues et de littératures latines à l'université de Paris-Ouest-La Défense, professeur émérite à l'université Paris-Nanterre, Charles Guittard publie des textes latins, traduit du latin et de l'italien en français.

## Biographie
Né à Paris le 9 décembre 1947, parisien d’ascendance corse, Charles Guittard fréquente le lycée Charlemagne (baccalauréat philosophie en 1965) puis le lycée Condorcet (hypokhâgne et khâgne, où il est l’élève de Daniel Gallois et de Jean Beaufret). Entré à l’École normale supérieure de la rue d’Ulm (promotion 1969), après une licence de lettres classiques à Nanterre, il se spécialise en langues anciennes et passe l’agrégation de lettres classiques en 1971. Il accomplit des séjours de fouilles au France (Minot en Bourgogne, La Bourse à Marseille) et au Liban (Tel Arka, avec Ernest Will).
Après son service militaire comme officier de cavalerie à Saumur et au Régiment de marche du Tchad (1973-1974), il est assistant à la Sorbonne (1974) et part comme membre de l’École française de Rome (1975-1978), séjour au cours duquel il fouille à Bolsena, en Étrurie. Il entreprend ensuite une carrière universitaire comme latiniste, assistant puis maître de conférences à l'université de Tours (1978-1993), maître de conférences à Université Paris-Nanterre (1993-1997), il est ensuite élu professeur aux universités Blaise-Pascal (1997-2001), Lille 3-Charles-de-Gaulle (2001-2004) et Paris-Nanterre, où il prend sa retraite en 2017. 
Un volume de mélanges en son honneur lui est offert en janvier 2021.
Le 28 octobre 2014, il participe à la table ronde sur le thème : Les ruines entre mémoire et oubli, à l’invitation conjointe de la Délégation de la Renaissance française en Italie à Saint-Marin et au Saint-Siège et de l’Association des membres de l'ordre Nnational du Mérite français en Italie à Saint-Marin et au Saint-Siège, l’A.M.O.N.M.F.I.S.S. La table ronde s’est tenue à Rome, sur le mont Palatin.
Charles Guittard est père de quatre enfants: Raphaël, Christophe, Cyrille et Laetitia.

## Thèmes et recherche
Les travaux de Charles Guittard, latiniste et philologue, portent sur la littérature latine et l’histoire de la religion romaine : sa thèse est consacrée aux formules de prières et propose une définition de la notion de carmen en latin : Recherches sur le carmen et la prière dans la littérature latine et la religion romaine
Il a édité plusieurs auteurs latins : l’histoire romaine de Tite-Live (Livre 8), Amphitryon de Plaute, des tragédies de Sénèque (Médée, Phèdre), le De rerum natura de Lucrèce, les Saturnales de Macrobe… Il a traduit plusieurs ouvrages sur le monde romain en français et en particulier la Thèse complémentaire en latin d’Émile Masqueray, qui portait sur l’Aurès antique.
Élève de Jacques Heurgon et de Raymond Bloch, il a consacré plusieurs études à la religion étrusque et à la divination.
Il est secrétaire général de la Société française d’Histoire de religions, la Société Ernest-Renan, qu’il représente dans le cadre de l’Association européenne pour l’Histoire des religions (EASR) et l'Association internationale pour l'histoire des religions (IAHR).
Il préside depuis 2007 la Société d'études et de recherches sur l’Aurès Antique, Aouras, fondée par Pierre Morizot en 2002. Il a ainsi multiplié les échanges avec l’université de Tébessa en Algérie.
Il est secrétaire de l'association Kubaba, qui publie une collection aux Éditions L'Harmattan.
Il a été membre de nombreux Jurys de concours (École normale supérieure, agrégations de grammaire et de lettres classiques, École nationale supérieure de l’Information et des Bibliothèques, École du Patrimoine…).
Il a été membre et vice-président du Conseil national des universités.
Membre de l’Academia Latinitati Fovendae, qui réunit des latinistes du monde entier, il est régulièrement invité à l’Accademia Vivarium Novum à Frascati (Villa Falconieri), où le professeur Luigi Miraglia (en) accueille des étudiants du monde entier, qui parleront latin et grec pendant une année, sur le campus mondiale dell'umanesimo.
Auteur de plus de 150 articles, il a publié de nombreux ouvrages sur l’antiquité gréco-romaine et la littérature latine. Le site ArScAn (archéologie et sciences de l'Antiquité) présente une liste importante des articles de Charles Guittard. Le site Persee.fr donne accès à 13 contributions de Charles Guittard.
Le site de données IdRef (Identifiant et Référentiels pour l'enseignement supérieur et la recherche) donne onze rôles à Charles Guittard dont auteur de 29 ouvrages, éditeur scientifique de 30 ouvrages, membre de jury 33 fois, directeur de publications, directeur de thèse 31 fois, 5 traductions, président de jury de soutenance 20 fois et rapporteur de thèse 25 fois.
Charles Guittard est aussi l'auteur des notices sur Raymond Bloch et Jacques Heurgon, de l'Encyclopaedia Universalis.

## Principales publications
- L'Or des Etrusques, Paris, 1985, 343 pages (Traduction et adaptation de l'Oro degli Etruschi, dirigé par Mauro Cristofani et Marina Martelli, Novara, 1983).
- Tite-Live, Ab Vrbe Condita, VIII, Edition, traduction et commentaire, CXXX, + 139 p. dans la CUF, Paris, 1987 (en collaboration avec Raymond Bloch).
- Recherches sur le carmen et la prière dans la religion romaine et la littérature latine, Thèse d'État, Paris, 1996, 1949 pages.
- Macrobe, Les Saturnales I-III, Introduction, traduction et notes, Collection "La Roue à livres", Paris, 1997, 364 pages.
- Sénèque, Médée, Introduction, traduction, notes et dossier, Collection Garnier-Flammarion, Paris, 1997
- Plaute, Amphitryon, Introduction, traduction, notes et dossier, édition bilingue, collection Garnier-Flammarion, Paris 1998, 289 pages.
- Sophocle, Antigone, Introduction, traduction, notes et dossier, coll. Garnier-Flammarion, Paris 1999.
- Lucrèce, De Rerum Natura, Introduction, traduction, notes, Coll. La Salamandre, Paris, 2000, 595 pages.
- Carmen et prophéties à Rome, Collection Recherches sur les rhétoriques religieuses, Brepols, Turhnout, 2007, 370 pages.
- Le massif de l’Aurès, du début du IIe ap. J.-C. siècle jusqu’à l’expédition de Solomon, traduction française de la Thèse latine de E. Masqueray, De Aurasio monte, Paris, 1886, (en collaboration avec N. Roux et F. Simonet), Revue Aouras, Société d’études et de recherches sur l’Aurès antique, numéro 4, paru en septembre 2007.
- Sénèque, Phèdre, Introduction, traduction, notes et dossier, collection Garnier-Flammarion, Paris, 2019, 240 pages.

### Ouvrages collectifs
- La religion étrusque, in Manuel d’étruscologie traduit en hongrois sous le titre Brevezetés az okortudomanibanyba V, Agatha XVIII, Debrecen, 2006, p. 113-200.
- Le monothéisme : diversité, exclusivisme ou dialogue ? Actes du Congrès de l’Association Européenne pour l’Étude des Religions (Paris, 11-14 septembre 2002), Société Ernest Renan, Paris, Editions Non Lieu, 2010, 340 pages.
- La fondation dans les langues indo-européennes : religion, droit et linguistique, Ch. Guittard et M. Mazoyer éd., coll. Kubaba, L’Harmattan, Paris, 2014, 256 pages.
- La prière dans les langues indo-européennes : linguistique et religion, Ch. Guittard et M. Mazoyer éd., coll. Kubaba, L’Harmattan, Paris, 2015, 250 pages.

### Ouvrages pour la jeunesse
- La vie des Romains, Paris, Larousse, 1990 (traduction et adaptation d’après Anthony Brierley et Giovanni Caselli).
- Autour de la Méditerranée : Les Romains, coll. Peuples du passé, Paris, Nathan, 1991

## Distinction
- Chevalier de l'ordre des Palmes académiques ;
- Médaille des services militaires volontaires.

## Pour approfondir